# Golmsdorf
Golmsdorf ist eine Gemeinde im Norden des thüringischen Saale-Holzland-Kreises und Teil der Verwaltungsgemeinschaft Dornburg-Camburg. Die Gemeinde gliedert sich in die Ortsteile Golmsdorf, Beutnitz und Naura.

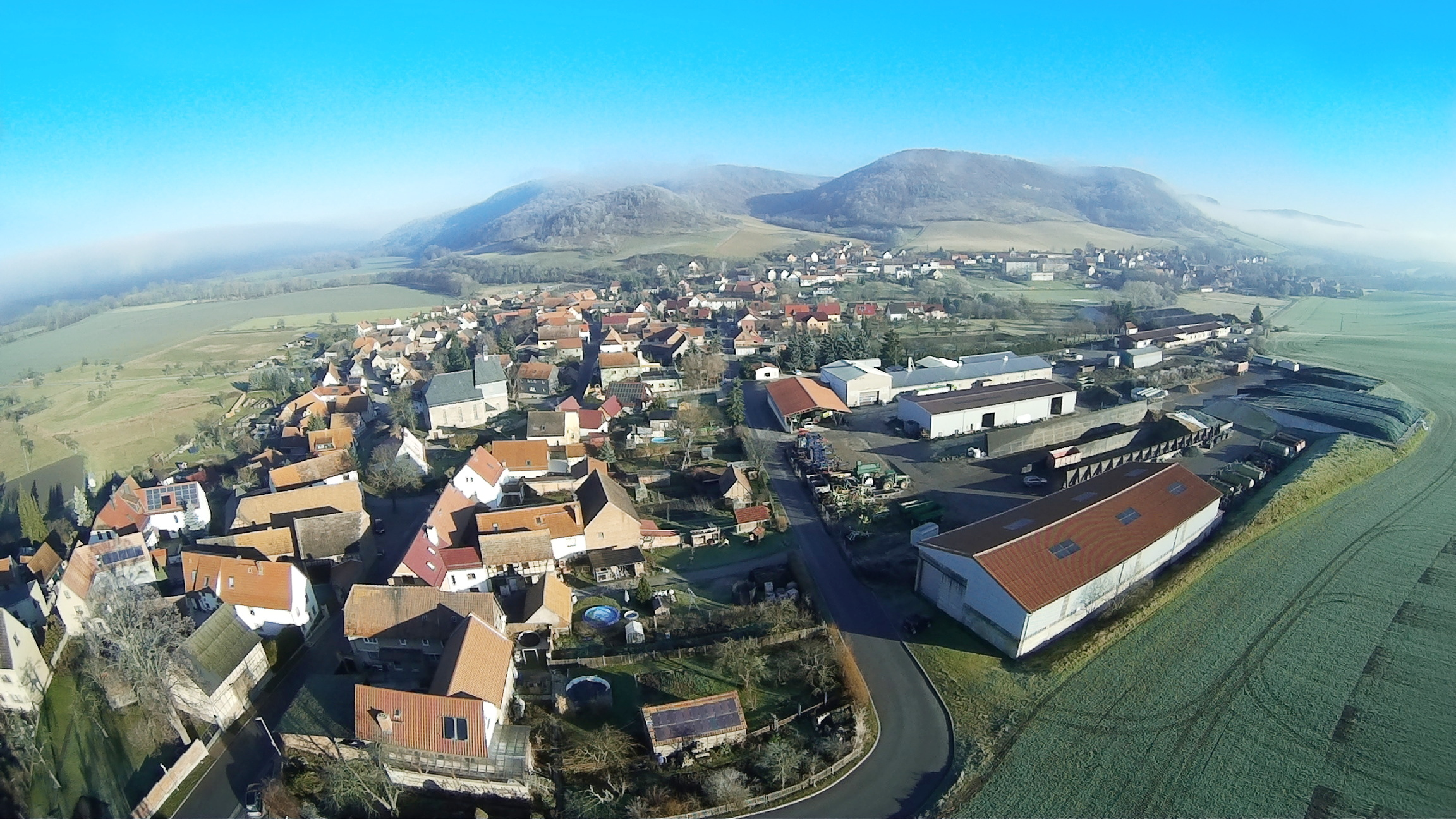
Panorama über Golmsdorf

## Geografie

### Geografische Lage
Die Gemeinde Golmsdorf liegt am Ausgang des Gleistals, 2 km östlich der B 88 im Saaletal zwischen Jena und Dornburg. Durch Golmsdorf verläuft die Landstraße 2307. Die Stadt Jena liegt ca. 7 km entfernt und die nächste Autobahn ist die A 4 11 km südlich. Der nächste Bahnhof befindet sich in Porstendorf 2 km westlich an der Saalbahn zwischen Großheringen und Saalfeld. Bis 1969 bestand die Bahnstrecke Crossen–Porstendorf, an welcher sich in Golmsdorf ein Haltepunkt befand.
Angrenzende Gemeinden sind (im Uhrzeigersinn) Neuengönna im Westen, Dorndorf-Steudnitz im Norden, Tautenburg im Nordosten, Löberschütz und Jenalöbnitz im Osten sowie die kreisfreie Stadt Jena im Südwesten.

### Landschaft
Das Gemeindegebiet ist geprägt von der Landschaft des mittleren Saaletals. Bei Golmsdorf öffnet sich das Gleistal weit zum Saaletal hin und unweit des Orts mündet die Gleise in die Saale. In der Saaleaue befinden sich Felder oder Wiesen und der Flusslauf wird von Bäumen gesäumt. Westlich von Golmsdorf teilt sich die Saale und bildet die Rabeninsel.

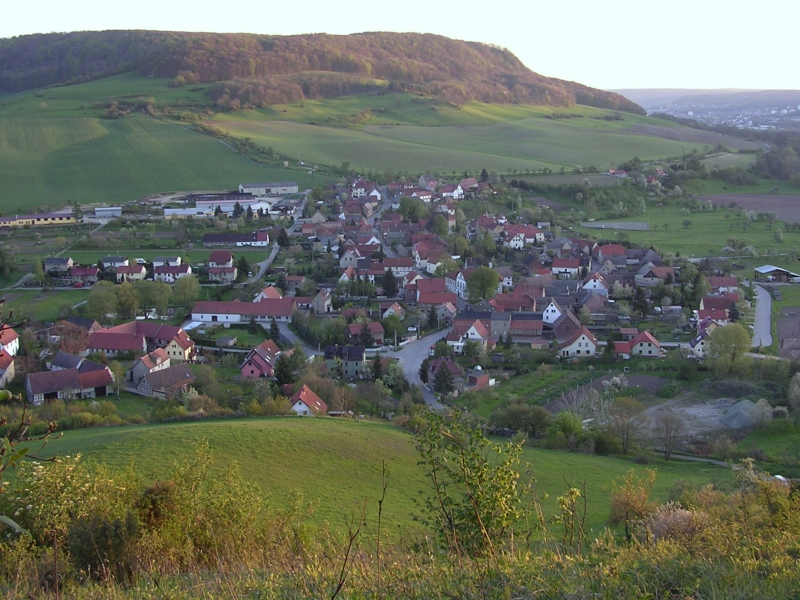
Golmsdorf zur Abendstunde. Im Hintergrund rechts ist Jena-Nord zu erkennen.

Der östliche Teil der Gemeinde liegt im Bereich des Gleistals und den angrenzenden Höhen. Vom Tautenburger Forst im Norden und vom Großen Gleisberg im Süden fallen die Hänge, erst im Bereich des Muschelkalks steiler, und im unteren Bereich im Buntsandstein flacher und hügelig ab. An den südlich bis südwestlich ausgerichteten Hängen befanden sich früher bedeutende Weinlagen, welche im Laufe der Neuzeit durch teilweise noch erhaltene Streuobstwiesen ersetzt wurden. Es hat sich noch eine Reihe von alten Weinbergshäuschen erhalten. Die übrigen Flächen des Gleistals werden heute als Feld oder Wiese genutzt. Die bewaldeten Hochflächen im Norden und Süden erreichen eine Höhe von bis zu 337 bzw. 345 m ü. NN. Richtung Osten führt das Gleistal weiter bis nach Bürgel.

## Geschichte
Funde bei im Jahr 2011 durchgeführten Ausgrabungen im Rahmen der Erschließung  von Bauland auf dem Flurstück „In den Hofäckern“ weisen auf eine noch nicht bekannte urgeschichtliche Siedlung hin. Schon damals war das Gleisetal ein Handelsweg von West nach Ost über die Saalefurt „Hummelstedt“ und Gleisefurt „Quere“ bei Bürgel und auch über den Tautenburger Forst Richtung Norden. Das Gleisetal war damals auch schon ein beliebtes Siedlungsgebiet.
Erstmals erwähnt wird Golmsdorf im Jahre 1249 im Zusammenhang mit der Herrschaft Gleisberg genannt. In selbiger Urkunde wird auch erstmals ein Pfarrer im Ort genannt, was darauf hindeutet, dass schon damals im Ort eine Kirche stand. Der Ortsname leitet sich vom slawischen Personennamen Golem ab.
Das edelfreie Geschlecht der Herren von Gleisberg wurde in der ersten Hälfte des 12. Jahrhunderts mit selbiger Herrschaft belehnt. Kurze Zeit später starb diese Familie aus, und das erledigte Lehen wurde von Reichsministerialen, den sogenannten Vögten von Gleisberg, übernommen, die es bis ins 14. Jahrhundert behaupten konnten. Gefolgt von den Vögten von Plauen ging die Herrschaft um 1345 kurzzeitig in den Besitz der Schenken von Dornburg über, bevor sie in den Besitz der Wettiner gelangte, die die Herrschaft als Pflege in das wettinische Ämtersystem eingliederten. Davon zeugt die älteste noch erhaltene Amtsrechnung der Pflege aus dem Jahre 1389.
Um 1533 besaßen die Herren von Lichtenhain, die seit 1501 in Schöngleina ihren Stammsitz hatten, in Golmsdorf ein Rittergut. Nach dem Tode des letzten Besitzers, Georg Friedrich von Lichtenhain, der am 28. Dezember 1655 in Gleina starb, fiel das Gut an Herzog Wilhelm von Sachsen-Jena zurück, der es an Einwohner von Golmsdorf und Beutnitz verkaufte, die den Kaufpreis von 7.600 Mfsn. (Sächsische Gulden) innerhalb von sechs Jahren an den Schuldner des Herzogs, den Geheimen Rat Veit Ludwig von Seckendorff, zu zahlen hatten.
Im Jahre 1835 zählte man 80 Häuser mit 366 Einwohnern. Die Flur war 1550 Acker groß. Auf diesem Gebiet befand sich auch das Schloss Gleisberg.
Der Weinbau des Gleistals brachte den hier liegenden Dörfern seit dem Mittelalter einen gewissen Wohlstand.
Genauere Daten zur Geschichte des Ortes sind in der Ortschronik nachlesbar.

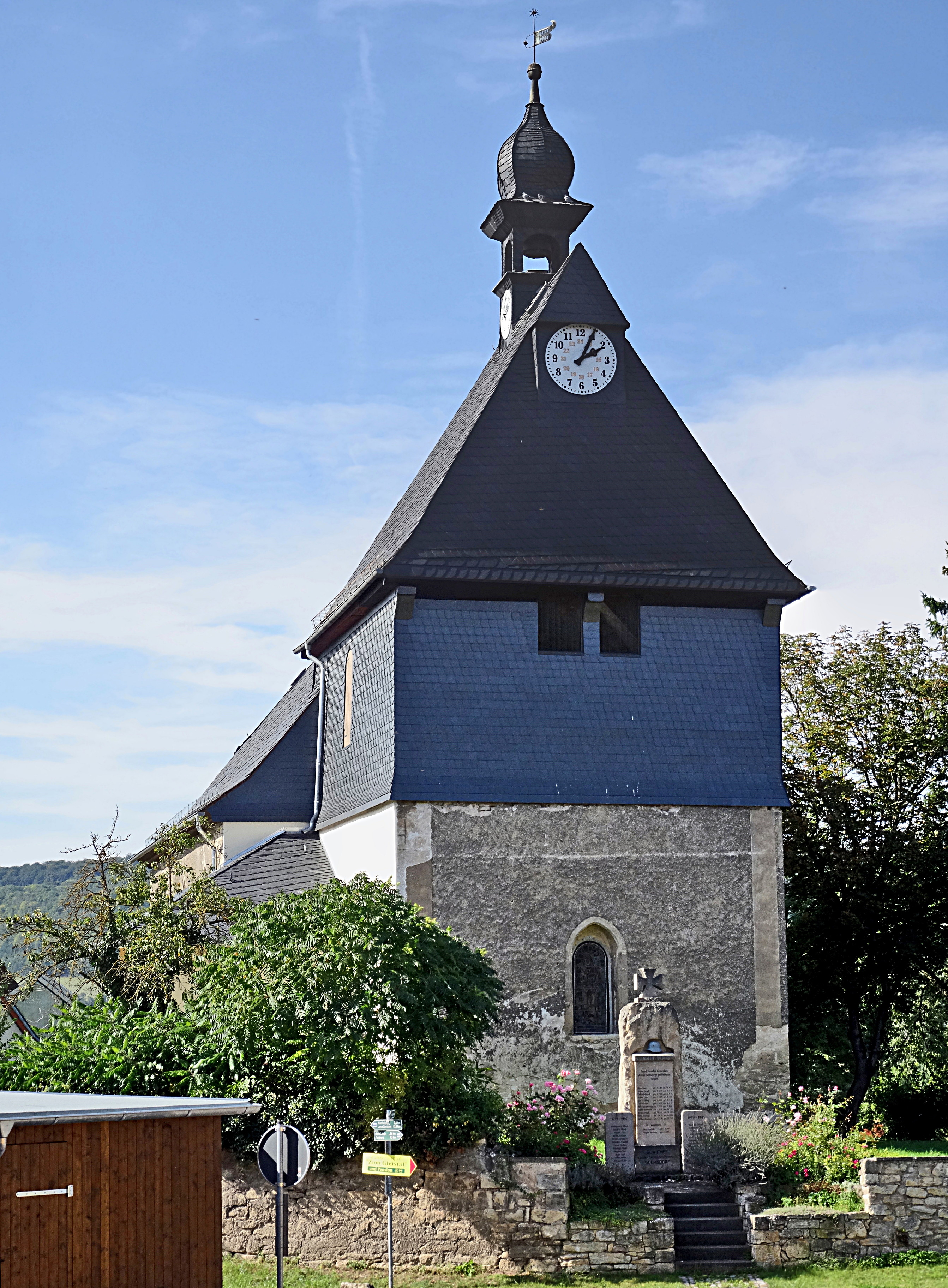
Kirche St. Barbara

## Kultur und Sehenswertes
Seit Alters her hat das Fest der Bornfege in Golmsdorf und Beutnitz eine feste Tradition. Aus diesem Anlass soll auch Johann Wolfgang von Goethe im Jahre 1799 hierher gekommen sein. Auf dem Großen Gleisberg liegt die Ruine Kunitzburg, auch Gleisburg genannt. Auf der ehemaligen Bahnstrecke Crossen–Porstendorf verläuft heute der Thüringer Mühlenradweg.